# Opòssum cuagruixut
L'opòssum cuagruixut (Lutreolina crassicaudata) és una espècie d'opòssum de Sud-amèrica. Viu al Brasil, l'Argentina, Bolívia, l'Uruguai, el Paraguai, Colòmbia i Guaiana. Les poblacions d'aquests dos últims països estan aïllades de les poblacions de la resta de països.